# Parafie podporządkowane bezpośrednio Wikariuszowi Biskupiemu ds. Koordynacji Pracy Dziekanów
Parafie podporządkowane bezpośrednio Wikariuszowi Biskupiemu ds. Koordynacji Pracy Dziekanów – parafie należące do Ordynariatu Polowego Wojska Polskiego. W wyniku dekretu bp. Józefa Guzdka z 2012 ustalającego przynależność parafii wojskowych do dekanatów, parafie zostały podporządkowane bezpośrednio Wikariuszowi Biskupiemu ds. Koordynacji Pracy Dziekanów.

## Parafie
- Kazuń Nowy – Chrystusa Króla Wszechświata
- Komorowo – św. Jozafata Biskupa (cywilno-wojskowa)
- Legionowo – św. Józefa Oblubieńca Najświętszej Maryi Panny (cywilno-wojskowa)
- Siedlce – Najświętszego Serca Pana Jezusa
- Sieradz – Chrystusa Odkupiciela i Najświętszego Imienia Maryi
- Warszawa – katedralna Najświętszej Maryi Panny Królowej Polski
- Warszawa-Boernerowo – Matki Boskiej Ostrobramskiej
- Warszawa-Wesoła – św. Jana Pawła II
- Zegrze – św. Gabriela Archanioła